# Roverbella
Roverbella (lombardul: Roarbèla) település Olaszországban, Lombardia régióban, Mantova megyében. Lakosainak száma 8695 fő (2023. január 1.). Roverbella Castelbelforte, Mozzecane, Nogarole Rocca, Porto Mantovano, Trevenzuolo, Marmirolo, San Giorgio Bigarello és Valeggio sul Mincio községekkel határos.

## Népesség
A település lakossága az elmúlt években az alábbi módon változott:
| Lakosok száma | 8509 | 8610 | 8695 |
|               | 2017 | 2018 | 2023 |